# Tianchi
Tianchi (kin. 天池, ujgurski: بوغدا كۆلى) je alpsko jezero u Xinjiangu, sjeverozapadna Kina. Ime (天池) doslovno znači Nebesko jezero i može se odnositi na nekoliko jezera u kontinentalnoj Kini i Tajvanu. Ovaj Tianchi leži na sjevernoj strani planine Bogda Shan ("Božja planina", Bogda je mongolska riječ koja znači "Bog") planinskog lanca Tanšan ("Nebeska planina"), oko 30 km južno od Fukanga i 45 km istočno (pravocrtna udaljenost) od Ürümqija. To je planinsko naplavljeno jezero oblikovano u razdoblju kvartarnog ledenjaka .
Prethodno poznato kao Yaochi ("Jezero od žada"), Mingliang, Qing zapovjednik zapovjedništva Urumqi, nazvao ga je 1783. godine Tianchi.
Jezero je 1,907 metara iznad razine mora, površine je 4.9 km2, s najvećom dubinom od 105 metara.

## Turizam
Godine 2006. određena je za četiri godine restauratorskih radova po cijeni od 800 milijuna juana (100 milijuna američkih dolara). Planom je predviđeno da se turističko područje oko jezera poveća sa sadašnjih 158 km² do 548 km². Jezero je Kineska nacionalna uprava za turizam klasificirala kao slikovito područje najviše razine.
Jezero je dostupno pokrajinskom autocestom 111 iz Fukanga.

## Klima
| Klimatološki srednjaci za Tianchi (1943 m/nm) | Klimatološki srednjaci za Tianchi (1943 m/nm) | Klimatološki srednjaci za Tianchi (1943 m/nm) | Klimatološki srednjaci za Tianchi (1943 m/nm) | Klimatološki srednjaci za Tianchi (1943 m/nm) | Klimatološki srednjaci za Tianchi (1943 m/nm) | Klimatološki srednjaci za Tianchi (1943 m/nm) | Klimatološki srednjaci za Tianchi (1943 m/nm) | Klimatološki srednjaci za Tianchi (1943 m/nm) | Klimatološki srednjaci za Tianchi (1943 m/nm) | Klimatološki srednjaci za Tianchi (1943 m/nm) | Klimatološki srednjaci za Tianchi (1943 m/nm) | Klimatološki srednjaci za Tianchi (1943 m/nm) | Klimatološki srednjaci za Tianchi (1943 m/nm) |
| mjesec                                        | sij                                           | velj                                          | ožu                                           | tra                                           | svi                                           | lip                                           | srp                                           | kol                                           | ruj                                           | lis                                           | stu                                           | pro                                           |                                               |
| --------------------------------------------- | --------------------------------------------- | --------------------------------------------- | --------------------------------------------- | --------------------------------------------- | --------------------------------------------- | --------------------------------------------- | --------------------------------------------- | --------------------------------------------- | --------------------------------------------- | --------------------------------------------- | --------------------------------------------- | --------------------------------------------- | --------------------------------------------- |
| srednji maksimum, °C                          | −5,1                                          | −3,5                                          | 1,3                                           | 9,3                                           | 14,7                                          | 19,1                                          | 21,2                                          | 20,4                                          | 15,2                                          | 8,1                                           | 2,0                                           | −2,9                                          |                                               |
| srednja dnevna temperatura, °C                | −11,6                                         | −9,8                                          | −4,7                                          | 3,0                                           | 8,6                                           | 13,4                                          | 15,5                                          | 14,5                                          | 9,5                                           | 2,9                                           | −3,0                                          | −8,6                                          |                                               |
| srednji minimum, °C                           | −16,8                                         | −15,3                                         | −9,9                                          | −2,0                                          | 4,0                                           | 9,1                                           | 11,2                                          | 10,3                                          | 5,7                                           | −0,3                                          | −6,3                                          | −12,7                                         |                                               |
| oborine, mm                                   | 7,7                                           | 9,9                                           | 19,4                                          | 57,9                                          | 89,9                                          | 101,4                                         | 102,5                                         | 86,4                                          | 35,8                                          | 27,5                                          | 19,8                                          | 13,5                                          |                                               |
| oborine, dani                                 | 5,5                                           | 5,7                                           | 7,0                                           | 9,3                                           | 10,2                                          | 11,8                                          | 12,6                                          | 9,8                                           | 6,4                                           | 6,1                                           | 6,5                                           | 6,6                                           |                                               |
| Izvor: China Meteorological Administration    |                                               |                                               |                                               |                                               |                                               |                                               |                                               |                                               |                                               |                                               |                                               |                                               |                                               |

## Vanjske poveznice
|  | Zajednički poslužitelj ima još gradiva o temi Tianchi |

- http://www.farwestchina.com/2014/05/travelers-guide-xinjiangs-heavenly-lake.html
- http://china.org.cn/english/environment/181476.htm
- http://www.chinadaily.com.cn/bizchina/2006-09/18/content_691034.htm